# Bjäre, Norra och Södra Åsbo häraders domsaga
Bjäre, Norra och Södra Åsbo häraders domsaga var en domsaga i Kristianstads län. Den bildades 1682/1683 när svensk lag införde. Domsagan ombildades den 31 december 1877 till Södra Åsbo och Bjäre domsaga när Norra Åsbo domsaga utbrutits.
Domsagans område utgjordes av häraderna Bjäre, Norra Åsbo och Södra Åsbo och lydde under hovrätten över Skåne och Blekinge (före 1821 till Göta hovrätt).

## Tingslag
I domsagan fanns tre tingslag.
- Norra Åsbo tingslag
- Södra Åsbo tingslag
- Bjäre tingslag